# Horicon
La ville de Horicon est située dans le comté de Dodge, dans l’État du Wisconsin, aux États-Unis. Lors du recensement de 2010, elle comptait 3 655 habitants.